# Municipio de Muncy Creek
El municipio de Muncy Creek  (en inglés: Muncy Creek Township) es un municipio ubicado en el condado de Lycoming en el estado estadounidense de Pensilvania. En el año 2000 tenía una población de 3.487 habitantes y una densidad poblacional de 66.8 personas por km².

## Geografía
El municipio de Muncy Creek se encuentra ubicado en las coordenadas 41°11′45″N 76°46′09″O / 41.19583, -76.76917.

## Demografía
Según la Oficina del Censo en 2000 los ingresos medios por hogar en la localidad eran de $33,403 y los ingresos medios por familia eran $39,818. Los hombres tenían unos ingresos medios de $29,545 frente a los $22,554 para las mujeres. La renta per cápita para la localidad era de $15,500. Alrededor del 10,7% de la población estaban por debajo del umbral de pobreza.